# ムーヴィング・ピクチャーズ (ラッシュのアルバム)
『ムーヴィング・ピクチャーズ』 (Moving Pictures) は、カナダ出身のロックバンド、ラッシュの8作目のスタジオ・アルバム。
2015年に発表された『ローリング・ストーンが選ぶ史上最高のプログレ・ロック・アルバム50』に於いては、第3位に選ばれている。

## 収録曲
注記ない限り、全作詞：ニール・パート、全作曲：アレックス・ライフソン & ゲディー・リー
| #  | タイトル                                                                   | 作詞 | 作曲・編曲 | 時間 |
| -- | -------------------------------------------------------------------------- | ---- | ---------- | ---- |
| 1. | 「トム・ソーヤ - "Tom Sawyer"」(作詞：パート、パイ・デュボア (Pye Dubois)) |      |            | 4:37 |
| 2. | 「赤いバーチェッタ - "Red Barchetta"」                                     |      |            | 6:12 |
| 3. | 「YYZ - "YYZ"」(作曲：リー、パート (インストゥルメンタル))                 |      |            | 4:25 |
| 4. | 「ライムライト - "Limelight"」                                             |      |            | 4:23 |

| #  | タイトル                                       | 作詞 | 作曲・編曲 | 時間  |
| -- | ---------------------------------------------- | ---- | ---------- | ----- |
| 5. | 「ザ・カメラ・アイ - "The Camera Eye"」        |      |            | 10:58 |
| 6. | 「魔女狩り - "Witch Hunt (Part III of Fear)"」 |      |            | 4:46  |
| 7. | 「ヴァイタル・サインズ - "Vital Signs"」       |      |            | 4:47  |

## パーソネル
- ゲディー・リー (Geddy Lee) – ベース、キーボード、ベース・ペダル、ボーカル
- アレックス・ライフソン (Alex Lifeson) – ギター、ベース・ペダル
- ニール・パート (Neil Peart) – ドラム、ティンバレス、ゴング、オーケストラ・ベル、グロッケンシュピール、ウィンドチャイム、ベル・ツリー、アンティークシンバル、カウベル、合板

### アディショナル・ミュージシャン
- ヒュー・サイム (Hugh Syme) – シンセサイザー on "Witch Hunt"

## チャート
| 年   | チャート             | 最高位 |
| ---- | -------------------- | ------ |
| 1981 | Billboard 200        | 3      |
| 1981 | 全英アルバムチャート | 3      |